# Melee
Melee – fantastyczna gra planszowa autorstwa Steve'a Jacksona wydana po raz pierwszy w 1977 roku nakładem Metagaming Concepts, będąca symulacją pojedynków wojowników, bestii i rycerzy. Wynik walki zależy od obranej taktyki, wybranej broni i zbroi. 
Nakładem polskiego wydawnictwa Sfera w 1992 roku ukazało się jej nieautoryzowane tłumaczenie pod tytułem Potyczka.

## Rozgrywka
Gracz do dyspozycji ma arsenał broni siecznej, obuchowej i dystansowej. Wraz z heksagonalną planszą gracz otrzymuje żetony przedstawiające pojedynczych wojowników posiadających indywidualne cechy określone punktami: siłę oraz zręczność. 
Walorem gry jest to, że została pomyślana w sposób taki aby mogła być wykorzystana w innych grach fabularnych, jako naturalny system prowadzenia i rozstrzygnięcia walki.

## Uzupełnienia
Do wydanych dodatków do Melee należą:
Wizard (polskie nieautoryzowane wydanie jako Mag) jest samodzielną grą, w której walki toczą magowie. Może zostać użyta do rozbudowania systemu walki w grze Melee o zdolności magiczne. W instrukcji podane są listy przysługujących czarów.
Death Test (polskie nieautoryzowane wydanie jako Śmiertelna próba) jest dodatkiem do obu gier: Melee i Wizard określającym zasady pozwalające na skompletowanie drużyny i penetrację labiryntu pełnego skarbów ale i broniących ich bestii.